# Lista nazw jąder Linuksa
Lista nazw jąder Linuksa – zawiera jądra posiadające własną nazwę umieszczoną w pliku Makefile swojej gałęzi w repozytorium git.

## Lista
| Wersja jądra                                      | Nazwa wersji                                   |
| ------------------------------------------------- | ---------------------------------------------- |
| 1.3.51                                            | Greased Weasel                                 |
| 2.2.1                                             | Brown Paper Bag                                |
| 2.4.15                                            | Greased Turkey                                 |
| –2.6.1                                            | brak                                           |
| 2.6.2–2.6.3–2.6.4–                                | Feisty Dunnart                                 |
| 2.6.5–2.6.6–2.6.7–2.6.8–2.6.9                     | Zonked Quokka                                  |
| 2.6.10-rc1–2.6.10–2.6.11–2.6.12–2.6.13–           | Woozy Numbat                                   |
| 2.6.14-rc1–2.6.14–                                | Affluent Albatross                             |
| 2.6.15-rc6–2.6.15–2.6.16–                         | Sliding Snow Leopard                           |
| stable: 2.6.16.28-rc2–                            | Stable Penguin                                 |
| 2.6.17-rc5                                        | Lordi Rules (Eurowizja 2006)                   |
| 2.6.17-rc6–2.6.17–                                | Crazed Snow-Weasel                             |
| 2.6.18–2.6.19–                                    | Avast! A bilge rat! (TLAPD 2006)               |
| 2.6.20-rc2–2.6.20–                                | Homicidal Dwarf Hamster                        |
| 2.6.21-rc4–2.6.21–                                | Nocturnal Monster Puppy                        |
| 2.6.22-rc3–2.6.22-rc4                             | Jeff Thinks I Should Change This, But To What? |
| 2.6.22-rc5–2.6.22—                                | Holy Dancing Manatees, Batman!                 |
| 2.6.23-rc4–2.6.23-rc6                             | Pink Farting Weasel                            |
| 2.6.23-rc7–2.6.23–2.6.24–                         | Arr Matey! A Hairy Bilge Rat! (TLAPD 2007)     |
| stable: 2.6.24.1–                                 | Err Metey! A Heury Beelge-a Ret!               |
| 2.6.25-rc2–2.6.25–                                | Funky Weasel is Jiggy wit it                   |
| 2.6.26-rc6–2.6.26–2.6.27–                         | Rotary Wombat                                  |
| stable: 2.6.27.3–                                 | Trembling Tortoise                             |
| 2.6.28-rc1–2.6.28-rc6                             | Killer bat of Doom                             |
| 2.6.28-rc7–2.6.28–2.6.29-rc8                      | Erotic Pickled Herring                         |
| 2.6.29                                            | Temporary Tasmanian Devil                      |
| 2.6.30-rc4–2.6.30-rc6                             | Vindictive Armadillo                           |
| 2.6.30-rc7–2.6.30–2.6.31–2.6.32–2.6.33–2.6.34-rc4 | Man-Eating Seals of Antiquity                  |
| 2.6.34-rc5-2.6.34–2.6.35                          | Sheep on Meth                                  |
| stable: 2.6.35.7–                                 | Yokohama                                       |
| 2.6.36-rc8–2.6.36–2.6.37–2.6.38-2.6.39            | Flesh-Eating Bats with Fangs                   |
| 3.0-rc1–3.0                                       | Sneaky Weasel                                  |
| 3.1-rc2                                           | Wet Seal                                       |
| 3.1-rc3–3.1                                       | Divemaster Edition                             |
| 3.2-rc1–3.2–3.3–3.4–3.5–                          | Saber-toothed Squirrel                         |
| 3.6-rc7–3.6–3.7—                                  | Terrified Chipmunk                             |
| 3.8-rc6–3.8–3.9–3.10–                             | Unicycling Gorilla                             |
| stable: 3.8.5–                                    | Displaced Humerus Anterior                     |
| stable: 3.9.6–                                    | Black Squirrel Wakeup Call                     |
| stable: 3.10.6–                                   | TOSSUG Baby Fish                               |
| 3.11-rc1–3.11                                     | Linux for Workgroups                           |
| 3.12-rc1–                                         | Suicidal Squirrel                              |
| 3.13-rc1                                          | One Giant Leap for Frogkind                    |
| 3.14-rc1                                          | Shuffling Zombie Juror                         |
| 3.18-rc3                                          | Diseased Newt                                  |
| 4.0                                               | Hurr durr I'ma sheep (głosowanie internautów)  |
| 4.1.1                                             | Series 4800                                    |
| 4.3-rc5                                           | Blurry Fish Butt                               |
| 4.6-rc6                                           | Charred Weasel                                 |
| 4.7-rc1                                           | Psychotic Stoned Sheep                         |